# Bufina
Bufina is een geslacht van uitgestorven kreeftachtigen uit de klasse van de Ostracoda (mosselkreeftjes).

## Soorten
- Bufina abbreviata Peterson, 1966 †
- Bufina assymetrica (Pokorny, 1951) Adamczak, 1976 †
- Bufina bicornuta (Ulrich, 1891) Coryell & Malkin, 1936 †
- Bufina colliquefacta Zbikowska, 1983 †
- Bufina curti Coley, 1954 †
- Bufina elata Coryell & Malkin, 1936 †
- Bufina ellipsoides Peterson, 1966 †
- Bufina elliptica (Cooper, 1941) Pribyl, 1953 †
- Bufina elongata (Cooper, 1941) Pribyl, 1953 †
- Bufina elongata Coryell & Malkin, 1936 †
- Bufina eminata Peterson, 1966 †
- Bufina eukopaea Pribyl, 1953 †
- Bufina europaea Pribyl, 1953 †
- Bufina granulata Adamczak, 1976 †
- Bufina intermedia Zbikowska, 1983 †
- Bufina menardensis (Croneis & Bristol, 1939) Pribyl, 1953 †
- Bufina monospinota Peterson, 1966 †
- Bufina postruncata (Smith, 1956) Peterson, 1966 †
- Bufina salva Zbikowska, 1983 †
- Bufina schaderthalensis Zagora (K.), 1968 †
- Bufina serrata Stewart, 1950 †
- Bufina spinulifera (Stewart, 1936) Peterson, 1966 †
- Bufina subovalis (Swartz & Oriel, 1948) Peterson, 1966 †
- Bufina unicornuta Adamczak, 1976 †